# Campomanesia
Campomanesia är ett släkte av myrtenväxter. Campomanesia ingår i familjen myrtenväxter.

## Bildgalleri

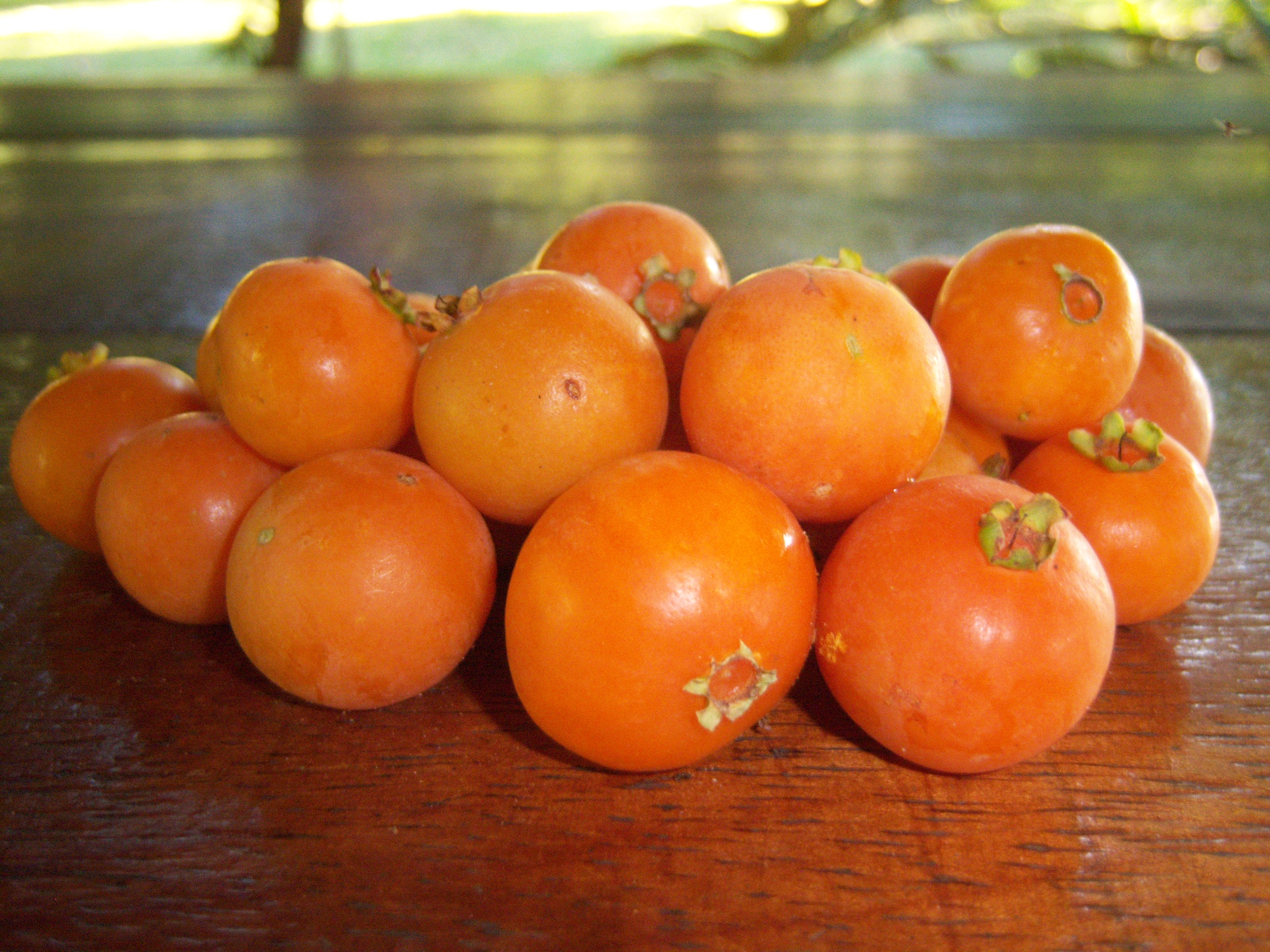
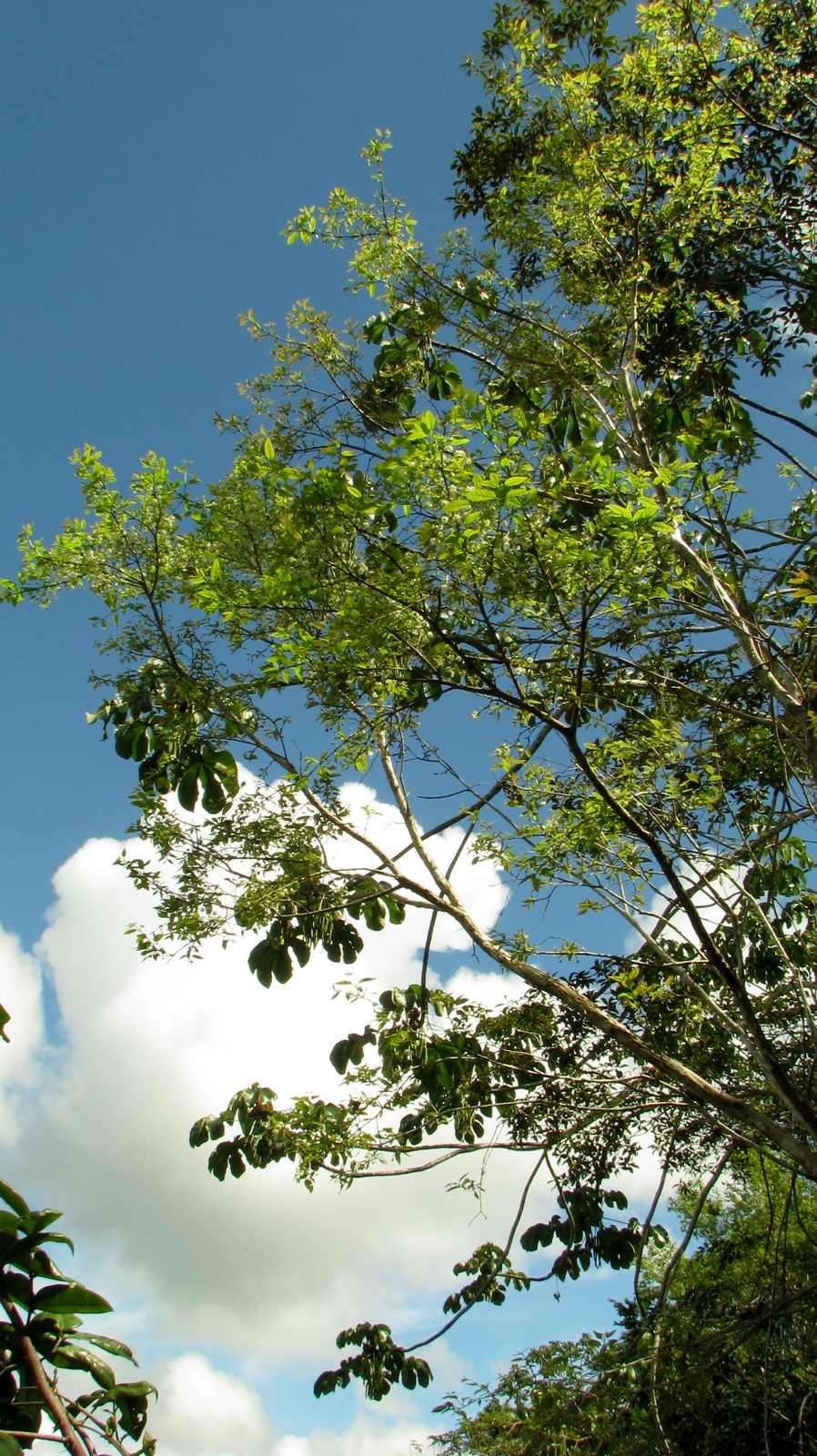
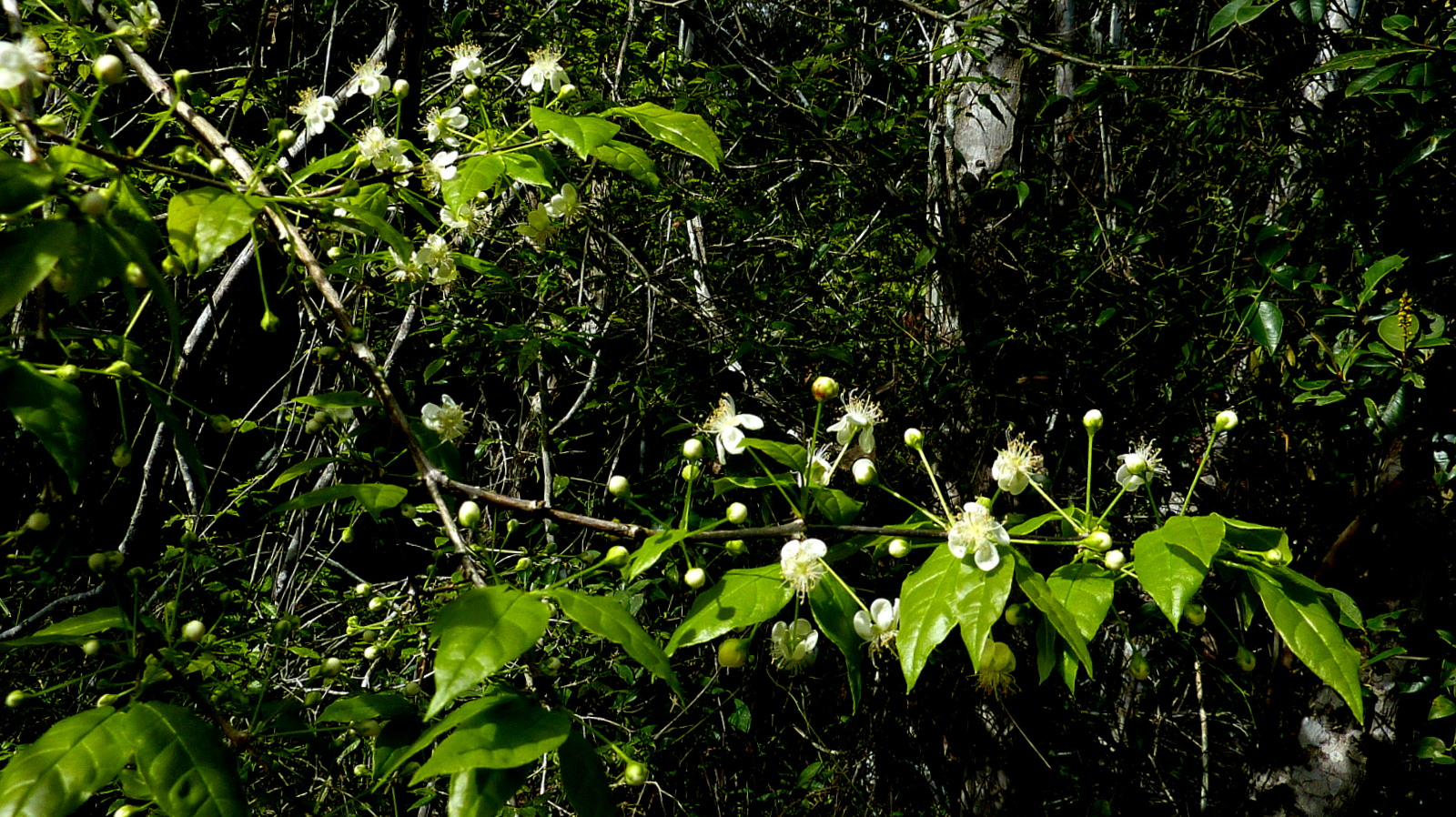
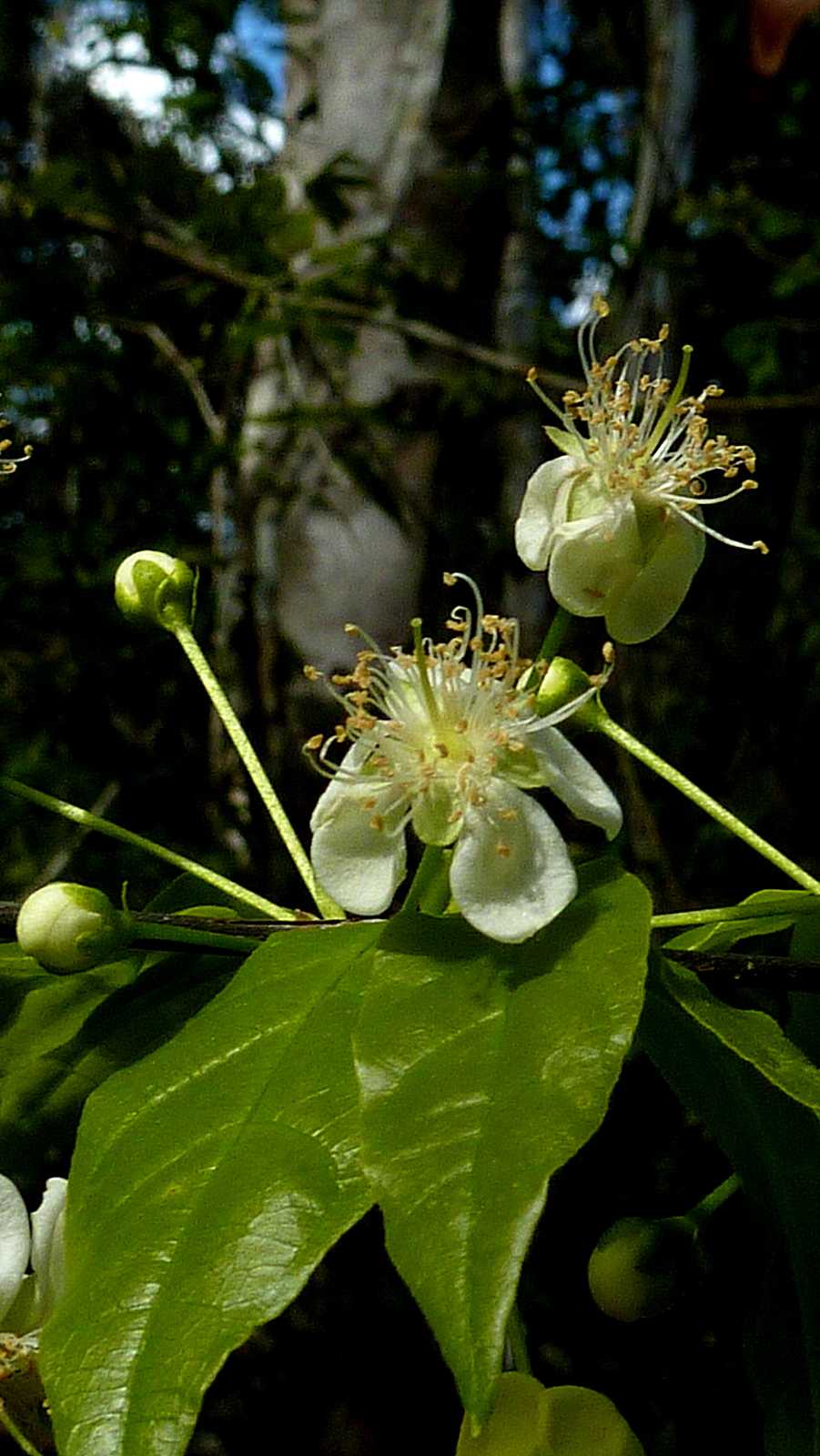
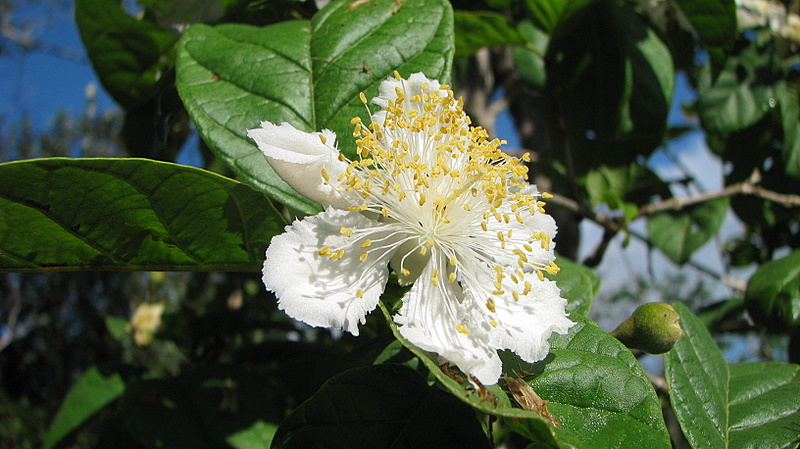
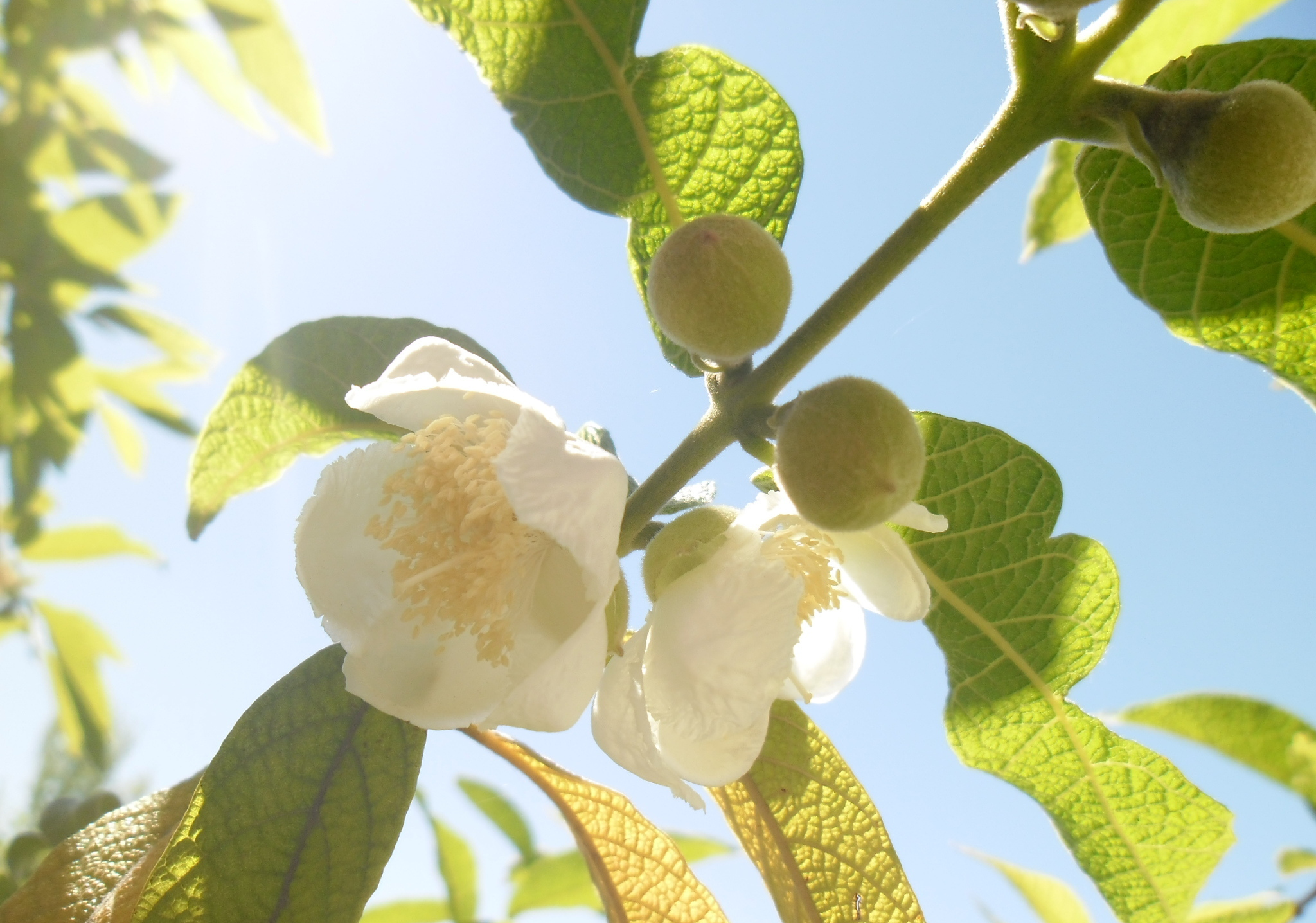

## Dottertaxa tillCampomanesia, i alfabetisk ordning[1]
- Campomanesia adamantium
- Campomanesia anemonea
- Campomanesia aprica
- Campomanesia aromatica
- Campomanesia aurea
- Campomanesia dichotoma
- Campomanesia espiritosantensis
- Campomanesia eugenioides
- Campomanesia fruticosa
- Campomanesia grandiflora
- Campomanesia guaviroba
- Campomanesia guazumifolia
- Campomanesia hirsuta
- Campomanesia ilhoensis
- Campomanesia laurifolia
- Campomanesia lineatifolia
- Campomanesia lundiana
- Campomanesia macrobracteolata
- Campomanesia mediterranea
- Campomanesia neriiflora
- Campomanesia pabstiana
- Campomanesia phaea
- Campomanesia prosthecesepala
- Campomanesia pubescens
- Campomanesia racemosa
- Campomanesia reitziana
- Campomanesia rhombea
- Campomanesia rufa
- Campomanesia schlechtendaliana
- Campomanesia sessiliflora
- Campomanesia simulans
- Campomanesia speciosa
- Campomanesia terminalis
- Campomanesia transalpina
- Campomanesia velutina
- Campomanesia xanthocarpa